# Гаскелл (округ, Техас)
Шаблон:StateAbbr_ 33°11′ пн. ш. 99°44′ зх. д. / 33.18° пн. ш. 99.73° зх. д.
Округ Гаскелл (англ. Haskell County) — округ (графство) у штаті Техас, США. Ідентифікатор округу 48207.

## Історія
Округ утворений 1885 року.

## Демографія
За даними перепису 2000 року загальне населення округу становило 6093 осіб, зокрема міського населення було 2930, а сільського — 3163. Серед мешканців округу чоловіків було 2868, а жінок — 3225. В окрузі було 2569 домогосподарств, 1775 родин, які мешкали в 3555 будинках. Середній розмір родини становив 2,86.
Віковий розподіл населення поданий у таблиці:
| Стать    | До 15 років | 15-21 | 22-29 | 30-39 | 40-49 | 50-65 | 65-85 | Понад 85 |
| -------- | ----------- | ----- | ----- | ----- | ----- | ----- | ----- | -------- |
| Чоловіки | 564         | 275   | 160   | 324   | 434   | 477   | 558   | 76       |
| Жінки    | 566         | 265   | 197   | 339   | 418   | 521   | 767   | 152      |

## Суміжні округи
- Нокс — північ
- Трокмортон — схід
- Шекелфорд — південний схід
- Джонс — південь
- Стоунволл — захід
- Бейлор — північний схід
- Кінг — північний захід

## Виноски
1. ↑  U.S. Decennial Census. United States Census Bureau. Архів оригіналу за 12 травня 2015. Процитовано 28 квітня 2015.
2. ↑  Texas Almanac: Population History of Counties from 1850–2010 (PDF). Texas Almanac. Архів оригіналу (PDF) за 26 лютого 2015. Процитовано 28 квітня 2015.
3. ↑  State & County QuickFacts. United States Census Bureau. Архів оригіналу за 10 жовтня 2011. Процитовано 17 грудня 2013.(англ.) Наведено за англійською вікіпедією.
4. ↑  American FactFinder. Бюро перепису населення США. Архів оригіналу за 21 травня 2008. Процитовано 31 січня 2008.

| США | Це незавершена стаття з географії США. Ви можете допомогти проєкту, виправивши або дописавши її. |